# Königreich Gorkha

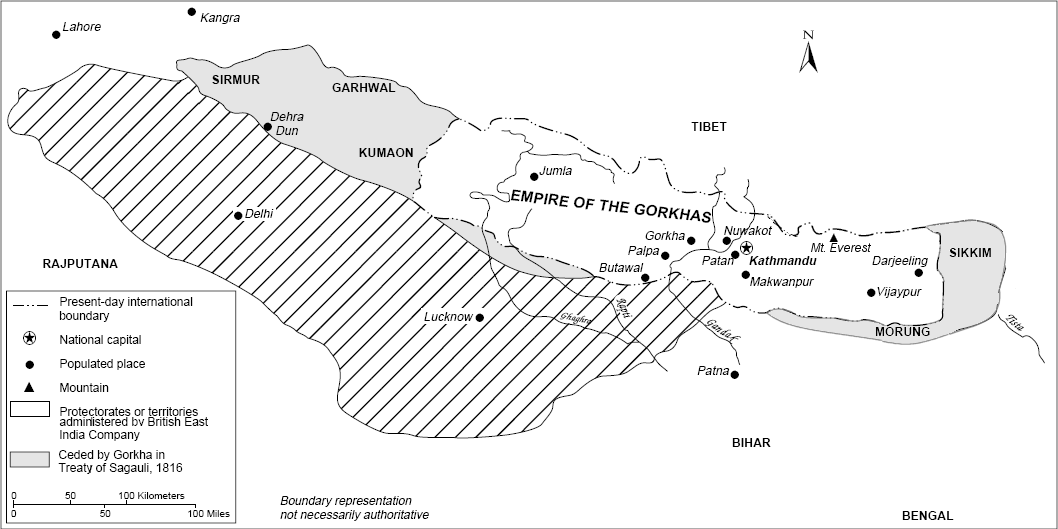
Größte Ausdehnung des Gorkhareiches

Königreich Gorkha (Devanagari: गोर्खा राज्य Gorkhā Rājya) war bis Anfang des 20. Jahrhunderts die offizielle Bezeichnung für das heutige Nepal. Das Reich ging aus dem Fürstentum Gorkha hervor, das zum Bund der Chaubisi Rajya (24 Fürstentümer) im westlichen Nepal gehörte. Das Fürstentum lag zwischen den Flüssen Marsyangdi und Trishuli und korrespondiert etwa mit dem Gebiet des heutigen Distriktes Gorkha. Die Einwohner des Landes bezeichneten sich als Gorkhali.

## Ausdehnung

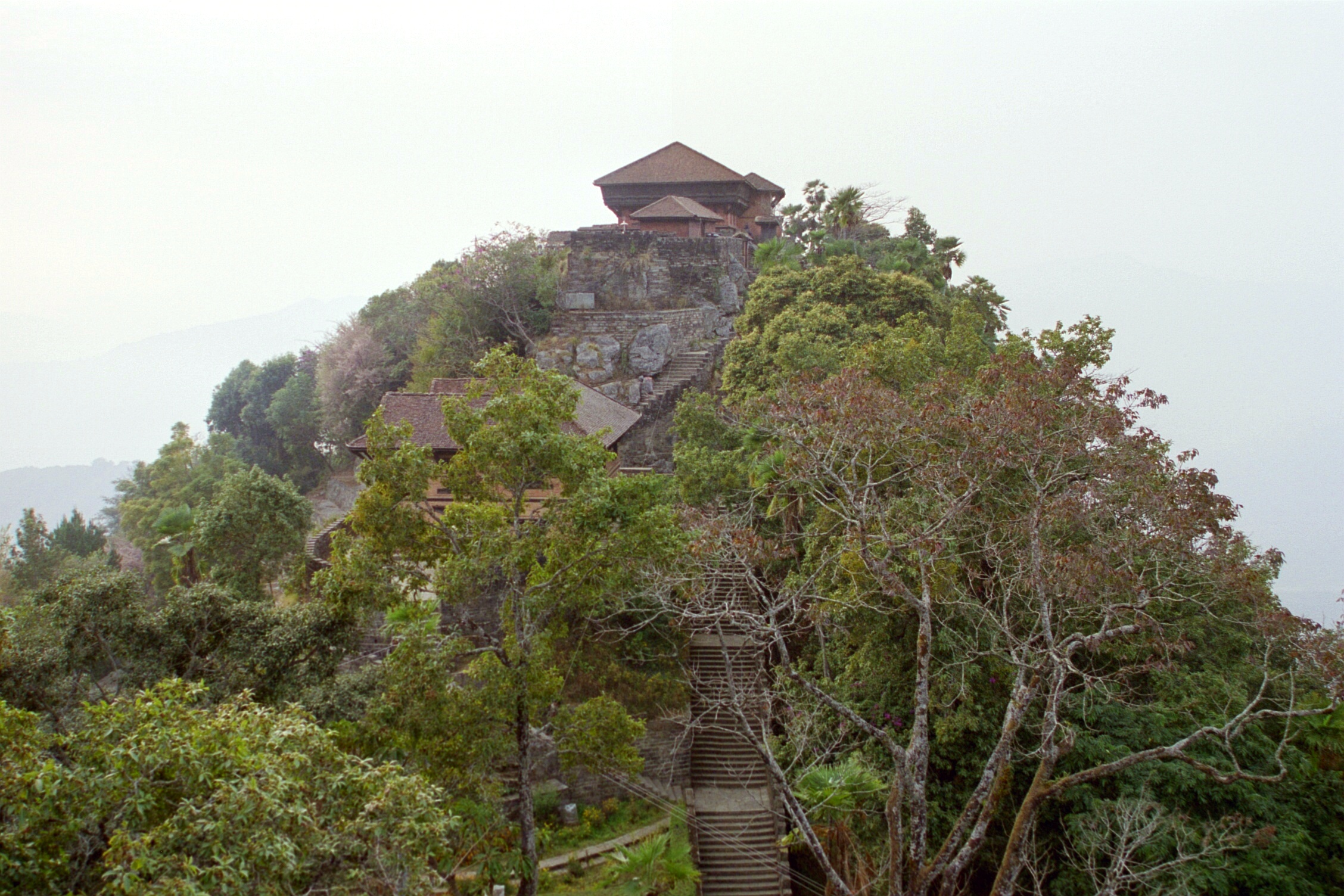
Königspalast in Gorkha, Stammburg der Shah-Dynastie

Im 16. Jahrhundert war Gorkha, ein Fürstentum des Volkes der Magar, unter die Herrschaft der Shah-Dynasitie geraten, als sich Dravya Shah (1559–1570) an die Macht putschte. Die Vorfahren der Shahs, Sisodia-Rajputen aus Chittorgadh im heutigen Rajasthan, hatten in Gorkha Zuflucht vor den arabischen Invasoren gefunden.
Auf dem Gebiet Nepals bestanden etwa 50 kleine Fürstentümer, die teilweise in verschiedene Bündnisse zusammengeschlossen waren. Ab Mitte des 18. Jahrhunderts begann Gorkha unter Prithvi Narayan Shah mit der Annexion angrenzender Fürstentümer, beginnend mit Nuwakot und anschließend den drei Königreichen im Kathmandutal (1768–1769). Für das Kathmandutal war die Bezeichnung der Newari Nepal üblich. Narayan verlegte seine Hauptstadt nach Kathmandu. Bis zu seinem Tod 1775 kamen noch die weiter östlich liegenden Sen-Königreiche Chaudandi und Vijaypur hinzu. Seine Nachfolger führten die Annexionspolitik fort. Bei seiner größten Ausdehnung Anfang des 19. Jahrhunderts erstreckte sich das Königreich von Kumaon und Gadwal (Uttarakhand, Nordindien) im Westen bis Sikkim im Osten.
Versuche, Teile Tibets zu erobern, scheiterten. Die Expansionsbestrebungen wurden endgültig nach der Niederlage im Gurkha-Krieg (1814–1816) beendet, aufgrund dessen Gorkha sogar Gebiete abtreten musste.

## Gorkha/Nepal

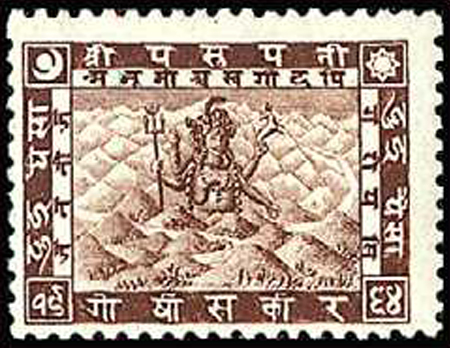
Briefmarke, herausgegeben von der Regierung Gorkhas im Jahre 1907 (गोर्खा सर्कार Gorkha Sarkār)

Die Bezeichnung Gorkha Rajya (Königreich Gorkha) war noch bis Anfang des 20. Jahrhunderts üblich; analog dazu galt für die Sprache die Bezeichnung Gorkhali. Die offizielle Umbenennung in Nepal bzw. Nepali erfolgte in den 1920er und 1930er Jahren. Die älteste nationale Zeitung Nepals, Gorkhapatra, hat jedoch ihren alten Namen behalten.